# Droite d'Euler

Droite d'Euler en rouge, médianes en orange, médiatrices en vert, et hauteurs en bleu. Le point rouge est le centre du cercle d'Euler.

En géométrie euclidienne, dans un triangle non équilatéral, la droite d'Euler est une droite passant par plusieurs points remarquables du triangle, dont l'orthocentre, le centre de gravité (ou isobarycentre) et le centre du cercle circonscrit.
Cette notion s'étend au quadrilatère inscriptible et au tétraèdre.

## Présentation
C’est Robert Simson qui, le premier, découvre que dans un triangle non équilatéral (ABC), l'orthocentre H, le centre de gravité (ou isobarycentre) G et le centre du cercle circonscrit O sont alignés. Quelques années plus tard, Leonhard Euler en fournit une démonstration dans l’ouvrage Solutions faciles de problèmes difficiles en géométrie, publié en latin en 1765 ; il y détermine les relations de proportionnalité entre les distances : HO = 3/2HG et GO = 1/2HG. La droite (HGO) passe également par le centre Ω du cercle des neuf points, milieu du segment [OH], ainsi que par d'autres points remarquables du triangle. Les quatre points H,G,O,Ω sont confondus pour un triangle équilatéral (et sinon, ils sont tous distincts).
Parmi les autres points remarquables de la droite d'Euler, on peut citer le point de Longchamps, le point de Schiffler, le point d'Exeter et le perspecteur de Gossard.
En revanche, le centre du cercle inscrit dans le triangle n'en fait pas partie, sauf si celui-ci est isocèle. Dans ce cas, la droite d'Euler est l'axe de symétrie du triangle.

## Détermination

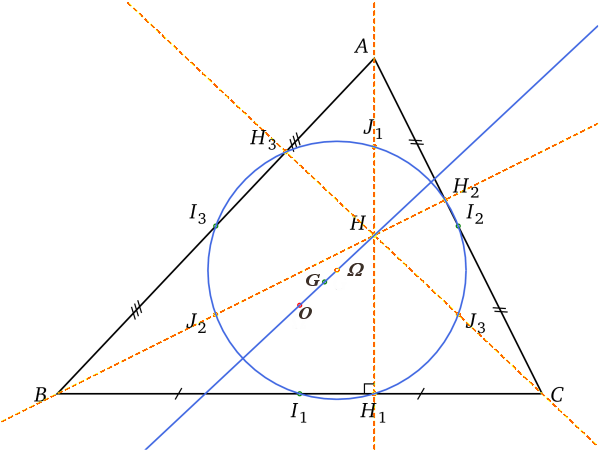
Cercle et droite d'Euler.

### Relation vectorielle d'Euler
La relation vectorielle d'Euler : 
{\displaystyle {\overrightarrow {OH}}=3{\overrightarrow {OG}}}
exprime à la fois l'alignement de {\displaystyle H,G,O} et leur disposition mutuelle.

### Représentations

#### Équation
On note {\displaystyle {\widehat {A}},{\widehat {B}},{\widehat {C}}} les angles aux sommets du triangle de référence, et on considère un point M de coordonnées trilinéaires (x : y : z). L'équation de la droite d'Euler s'écrit alors
{\displaystyle \sin(2{\hat {A}})\sin({\hat {B}}-{\hat {C}})x+\sin(2{\hat {B}})\sin({\hat {C}}-{\hat {A}})y+\sin(2{\hat {C}})\sin({\hat {A}}-{\hat {B}})z=0.}
En coordonnées barycentriques {\displaystyle (\alpha ,\beta ,\gamma )}, l'équation s'écrit 
{\displaystyle (\tan {\hat {C}}-\tan {\hat {B}})\alpha +(\tan {\hat {A}}-\tan {\hat {C}})\beta +(\tan {\hat {B}}-\tan {\hat {A}})\gamma =0.}

#### Représentation paramétrique
On sait que le centre du cercle circonscrit a pour coordonnées trilinéaires (cos A : cos B : cos C) et que celles de l'orthocentre sont ( cos B cos C : cos C cos A : cos A cos B). Ainsi, tout point de la droite d'Euler différent de l'orthocentre a pour coordonnées trilinéaires :
{\displaystyle (\cos {\hat {A}}+t\cos {\hat {B}}\cos {\hat {C}}:\cos {\hat {B}}+t\cos {\hat {C}}\cos {\hat {A}}:\cos {\hat {C}}+t\cos {\hat {A}}\cos {\hat {B}})}
avec t réel.
Ainsi, on obtient :
- le centre du cercle circonscrit pour t = 0,
- le centre de gravité, de coordonnées (cos A + cos B cos C : cos B + cos C cos A : cos C + cos A cos B), pour t = 1,
- le centre du cercle d'Euler, de coordonnées (cos A + 2cos B cos C : cos B + 2cos C cos A : cos C + 2cos A cos B), pour t = 2,
- le point de Longchamps, de coordonnées (cos A – cos B cos C : cos B – cos C cos A : cos C – cos A cos B), pour t = –1.

### Longueurs des segments
Les longueurs des différents segments s'expriment en fonction des trois côtés du triangle et du rayon du cercle circonscrit : 
{\displaystyle OG^{2}=R^{2}-{\frac {1}{9}}(a^{2}+b^{2}+c^{2})}
et donc, d'après la relation d'Euler ci-dessus, 
{\displaystyle OH^{2}=9R^{2}-(a^{2}+b^{2}+c^{2})}
où {\displaystyle (a,b,c)=(BC,CA,AB)}  et {\displaystyle R} est le rayon du cercle circonscrit à {\displaystyle (ABC)},.
Comme de plus, {\displaystyle R^{2}={a^{2}b^{2}c^{2} \over {(a+b+c)(-a+b+c)(a-b+c)(a+b-c)}}} ,  {\displaystyle OG,OH{\text{ et }}GH} s'expriment comme fonctions symétriques des longueurs a, b et c.

## Extension au tétraèdre

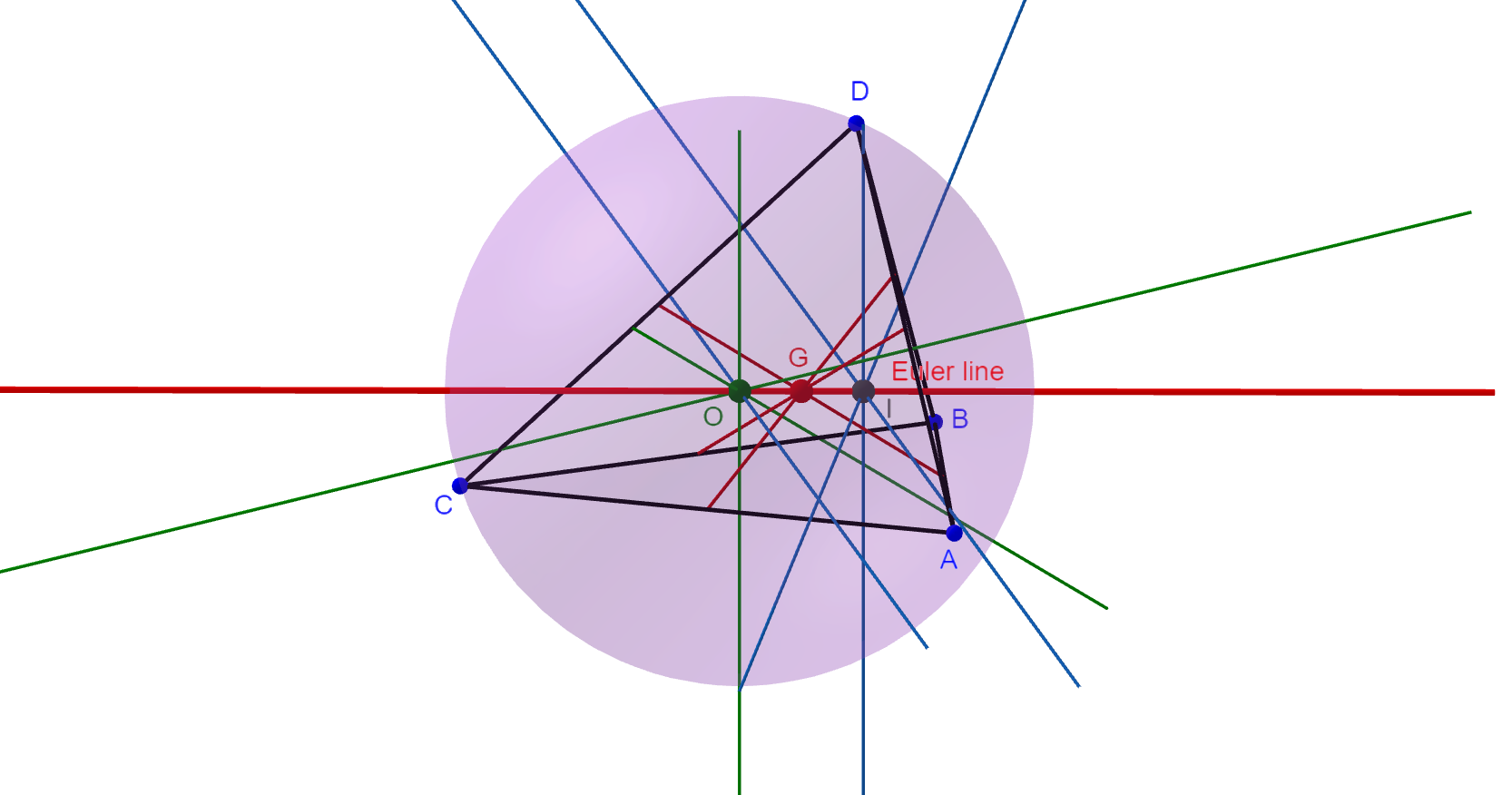
Droite d'Euler d'un tétraèdre

Le tétraèdre possède aussi une droite remarquable, désignée par analogie "droite d'Euler". Elle est définie pour un tétraèdre non équifacial par les trois points suivants :
- le centre de gravité G, point d'intersection des quatre droites joignant un sommet au centre de gravité de la face opposée, ainsi que des trois droites joignant les milieux de deux arêtes opposées

- le point de Monge M, intersection des six plans orthogonaux à une arête et passant par le milieu de l'arête opposée [7]

- le centre de la sphère circonscrite O.

Le centre de gravité est le milieu du segment joignant centre de la sphère circonscrite au point de Monge {\displaystyle ({\overrightarrow {OM}}=2{\overrightarrow {OG}})}.
Il existe aussi une sphère des douze points, ou première sphère d'Euler, dont le centre {\displaystyle \Omega } se trouve sur la droite d'Euler {\displaystyle ({\overrightarrow {O\Omega }}={\frac {2}{3}}{\overrightarrow {OM}})}.